# Hulják-berkenye
A Hulják-berkenye (Sorbus huljakii) a rózsafélék családjába, ezen belül a berkenyék (Sorbus) növénynemzetségébe tartozó növényfaj, amelyet Kárpáti Zoltán botanikus írt le különálló taxonként, 1960-ban. A lisztes berkenye (Sorbus aria) rokonsági körébe tartozó több mint negyven, közelrokon és átmeneti hibridogén eredetű állandósult kisfaj egyike.
Önálló faji besorolása a nemzetközi botanikai színtéren vitatott.

## Védettsége
Magyarországon a lisztes berkenye rokonsági körébe tartozó összes kisfajjal együtt védett faj, természetvédelmi értéke jelenleg (2013-as állapot szerint) 10.000 forint.